# Kirovsk (Murmanská oblast)
Kirovsk (rusky Кировск, v letech 1929–1934 Хибиного́рск – Chibinogorsk) je město v Murmanské oblasti v Ruské federaci. Při sčítání lidu v roce 2010 měl přes šestadvacet tisíc obyvatel.

## Poloha
Kirovsk leží v podhůří Chibin na poloostrově Kola, přesněji na jihovýchodním břehu jezera Bolšoj Vudjavr, z kterého vytéká řeka Belaja, přítok jezera Imandra. Od Murmansku, správního střediska oblasti, je vzdálen přibližně 175 kilometrů jižním směrem.

## Dějiny
Město bylo založeno v roce 1929 s jménem Chibinogorsk (Хибиного́рск) za účelem těžby apatitu a nefelínu, které zde objevila výprava geochemika Alexandra Jevgeňjeviče Fersmana.
Status města získalo už v roce 1931 a v roce 1934 bylo přejmenováno k poctě Sergeje Mironoviče Kirova, který se věnoval plánování zdejší těžby a v tomto roce byl zavražděn.